# Chiloloba
Chiloloba acuta este o specie de gândac din familia Scarabaeidae și singurul reprezentant al genului său, Chiloloba. Este răspândit în întreg subcontinentul Indian. 

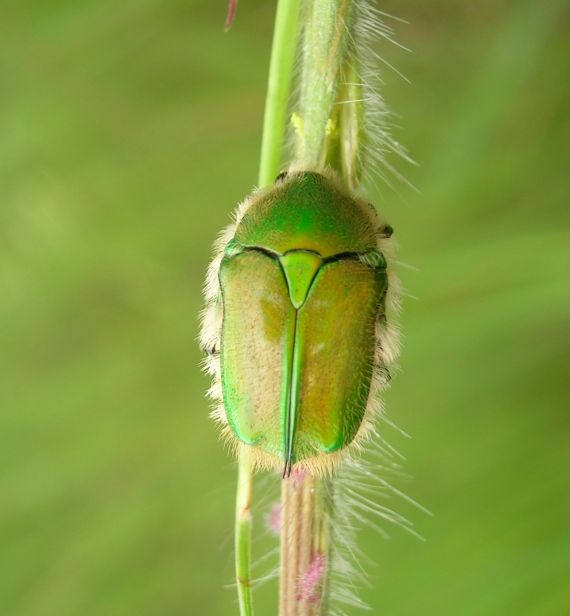

De obicei, adulții se hrănesc cu cereale cultivate și cu culturi de mei, cum ar fi sorgul și porumbul, dăunând florilor și cerealelor. Însă este rareori un dăunător foarte mare. 